# Incidente di George Gorman
L'incidente di George Gorman, conosciuto anche come Gorman UFO Dogfight, fu un avvistamento di UFO che avvenne nell'ottobre 1948 nel Dakota del Nord da parte di George F. Gorman, un pilota della Guardia Nazionale degli Stati Uniti. Nel 1956 il capitano dell'U.S. Air Force Edward J. Ruppelt scrisse nel suo libro The Report on Unidentified Flying Objects che l'incidente di Gorman fu uno dei tre classici casi di UFO degli anni quaranta (insieme all'incidente di Thomas Mantell e al Caso Chiles-Whitted) che "convinsero gli specialisti dell'USAF che gli UFO erano qualcosa di reale".

## Cronologia dei fatti
Il 1º ottobre 1948 il sottotenente George Gorman, un pilota di 25 anni veterano della seconda guerra mondiale che prestava servizio nella Guardia Nazionale del Dakota del Nord, ai comandi di un aereo P-51 Mustang stava partecipando ad un'esercitazione aerea con altri piloti della Guardia Nazionale. I piloti arrivarono sulla città di Fargo alle 20:30 circa; mentre i suoi colleghi atterrarono, Gorman decise di proseguire il volo. Intorno alle ore 21:00 egli sorvolò lo stadio, dove stava giocando la squadra del liceo della città. Egli notò un piccolo aereo Piper J-3 che volava a circa 500 piedi sotto di lui; il cielo appariva chiaro. Poco dopo, Gorman vide un altro oggetto ad ovest; quando lo osservò meglio, vide che non aveva traccia di fusoliera, a differenza del Piper che aveva visto poco prima. L'oggetto era luminoso e brillava.
Alle 21:07 Gorman contattò la torre di controllo dell'aeroporto di Fargo e chiese notizia della presenza di altri aerei oltre al suo e al Piper; la torre di controllo rispose che non c'erano altri aerei e contattò il pilota del Piper, il dott. A.D. Cannon, che rispose che lui e suoi passeggeri vedevano un oggetto luminoso.
Gorman comunicò allora alla torre di controllo che avrebbe cercato di raggiungere l'oggetto per determinarne l'identità. Lanciò il suo aereo alla massima potenza, ma presto si accorse che l'oggetto andava troppo veloce perché potesse raggiungerlo. Fece allora una curva a destra cercando di intercettarlo e si avvicinò a fino ad una distanza lineare di 5.000 piedi (circa 1.500 metri); l'oggetto si trovava ad una quota superiore al suo aereo di circa 500 piedi (150 metri). Gorman descrisse l'oggetto come una semplice "sfera di luce".
Poco dopo, Gorman perse di vista l'oggetto; quando lo rivide, esso aveva fatto una virata di 180 gradi e stava venendo verso di lui. A questo punto esso fece una rapida risalita verticale e Gorman lo seguì, ma a 14.000 piedi il suo aereo perse slancio e non poté salire di più; a questo punto il pilota stimò che l'oggetto era a 2.000 piedi sopra di lui. Gorman fece due ulteriori tentativi di raggiungere l'oggetto, ma senza successo. Esso sembrò ancora una volta venire verso di lui, ma interruppe il movimento e cominciò a muoversi verso l'aeroporto di Fargo. Uno dei controllori di volo, L.D. Jensen, vide l'oggetto con un binocolo, ma osservò solo una luce senza potere vedere alcuna forma attorno ad essa.
Gorman continuò a seguire l'oggetto fino a circa 40 km a sud-ovest di Fargo. Lanciò ancora una volta l'aereo a piena potenza per raggiungere l'oggetto, che gli sfuggì risalendo in verticale. Il pilota cercò di proseguire l'inseguimento, ma l'oggetto uscì dalla sua visuale. A questo punto interruppe la caccia e si diresse verso l'aeroporto di Fargo; erano le 21:27.

## Indagini dell'USAF
Dopo poche ore, ufficiali dell'USAF arrivarono a Fargo ed interrogarono Gorman e gli altri testimoni. Essi fecero anche una misurazione del livello di radiazione dell'aereo di Gorman e lo confrontarono con il livello di radiazione di un altro aereo che non volava da parecchi giorni; dato che sull'aereo di Gorman il livello di radiazioni era più elevato, essi conclusero che il velivolo era stato accanto ad una fonte di radiazioni atomiche. Le conclusioni iniziali furono, come scrisse lo storico di UFO Curtis Peebles, che "nei cieli di Fargo era accaduto a Gorman qualcosa di rilevante".
Ulteriori indagini del personale del Progetto Sign rilevarono alcuni errori iniziali nelle indagini. Anzitutto fu messo in evidenza che un aereo che vola ad alta quota è meno schermato dalle radiazioni di un aereo che si trova al suolo, pertanto il maggior livello di radiazioni trovato sull'aereo di Gorman non provava affatto che esso era stato nelle vicinanze di una fonte di energia atomica. Inoltre il Servizio meteorologico dell'aeronautica militare (Air Weather Service) rivelò che il 1º ottobre 1948 alle 20:50 era stato lanciato un pallone sonda illuminato dall'aeroporto di Fargo; fu calcolato che intorno alle 21:00 il pallone doveva trovarsi proprio nella zona dove fu avvistato da Gorman e dal pilota del Piper. Gli investigatori accertarono inoltre che nessuno degli altri testimoni aveva visto le evoluzioni dell'oggetto descritte da Gorman e giunsero alla conclusione che queste fossero un'illusione dovuta ai movimenti effettuati da Gorman con il proprio aereo. Inoltre gli investigatori ritennero che Gorman, quando il pallone uscì dalla sua visuale, vide il pianeta Giove e lo scambiò per l'UFO.
All'inizio del 1949 fu dichiarato ufficialmente che l'avvistamento di Gorman era dovuto ad un pallone sonda illuminato.

## Conclusioni
L'incidente di Gorman ricevette ampia pubblicità e contribuì ad alimentare l'interesse sugli avvistamenti di UFO alla fine degli anni quaranta. Anche se alcuni ricercatori ufologici, come James McDonald e Donald Keyhoe, non furono d'accordo con le conclusioni dell'USAF e continuarono a considerare il caso come non risolto, altri ufologi ritennero plausibili le conclusioni del Progetto Sign sul caso. Jerome Clark ha scritto che a suo parere "dopo l'incidente di Thomas Mantell, l'avvistamento di George Gorman potrebbe essere il caso di UFO più sopravvalutato agli inizi della storia del fenomeno".